# Кенес (Северо-Казахстанская область)
Кенес (каз. Кеңес) — упразднённое село в Тайыншинском  районе Северо-Казахстанской области Казахстана. Входило в состав Большеизюмовского сельского округа. Ликвидировано в 2014 г. Код КАТО — 596037300.

## География
Расположено около озера Жалтыр.

## Население
В 1999 году население села составляло 147 человек (81 мужчина и 66 женщин). По данным переписи 2009 года, в селе проживало 22 человека (12 мужчин и 10 женщин).